# Pentahutnechet
Pentahutnechet war ein altägyptischer Künstler, der während der Regierungszeit von Pharao Ramses III. (etwa im zweiten Viertel des 12. Jahrhunderts v. Chr.) lebte und wirkte.
Pentahutnechet ist nicht aufgrund seiner Werke bekannt, überlieferte Artefakte oder Kunstwerke können ihm nicht zugewiesen werden. Bekannt ist er durch die Erwähnung in einem Papyrus, der heute im British Museum aufbewahrt wird (Nr. 10403). Danach lebte er in Theben. Der Text ist eine Anklageschrift gegen Pentahutnechet, dem vorgeworfen wird, sowohl den Schrein des Oberpriesters des Gottes Amun, Ramsesnacht, beschädigt und geplündert zu haben als auch Schreine der Pharaonen Ramses II. und Sethos I. Pentahutnechet ist damit einer von mehreren Grabräubern des 12. vorchristlichen Jahrhunderts, die bis heute bekannt sind.